# Toksikologi
Toksikologi (af græsk: toxikón "pilegift" + lógos "ord,tanke, fornuft") er læren om giftstoffer.
Toksikologi indebærer læren om selve giftstofferne og deres virkningsmekanismer samt om hvilke forgiftningssymptomer de kan forårsage i levende organismer — både animale og humane.
Toksikologien indebærer også læren om behandlingsmulighederne i forbindelse med forgiftning.
- Wikimedia Commons har flere filer relateret til Toksikologi

| Lægevidenskab | Spire Denne artikel om lægevidenskab er en spire som bør udbygges. Du er velkommen til at hjælpe Wikipedia ved at udvide den. |